# Carthage (Missouri)
Pour les articles homonymes, voir Carthage (homonymie).
La ville de Carthage est le siège du comté de Jasper, situé dans l’État du Missouri, aux États-Unis, sur l’historique Route 66. Sa population s’élevait à 14 502 habitants lors du recensement de 2010, estimée à 14 309 habitants en 2016.

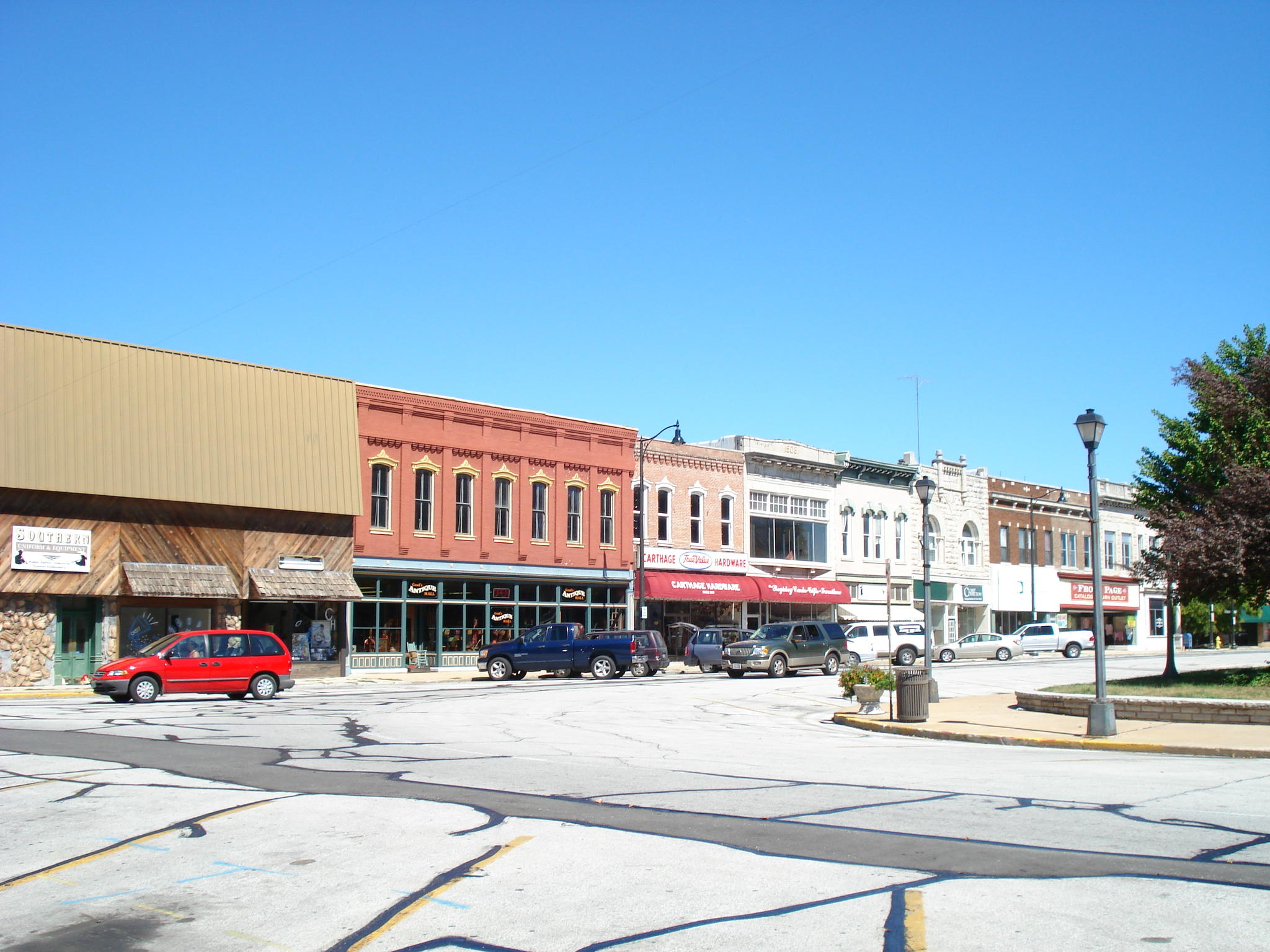
Centre-ville de Chartage
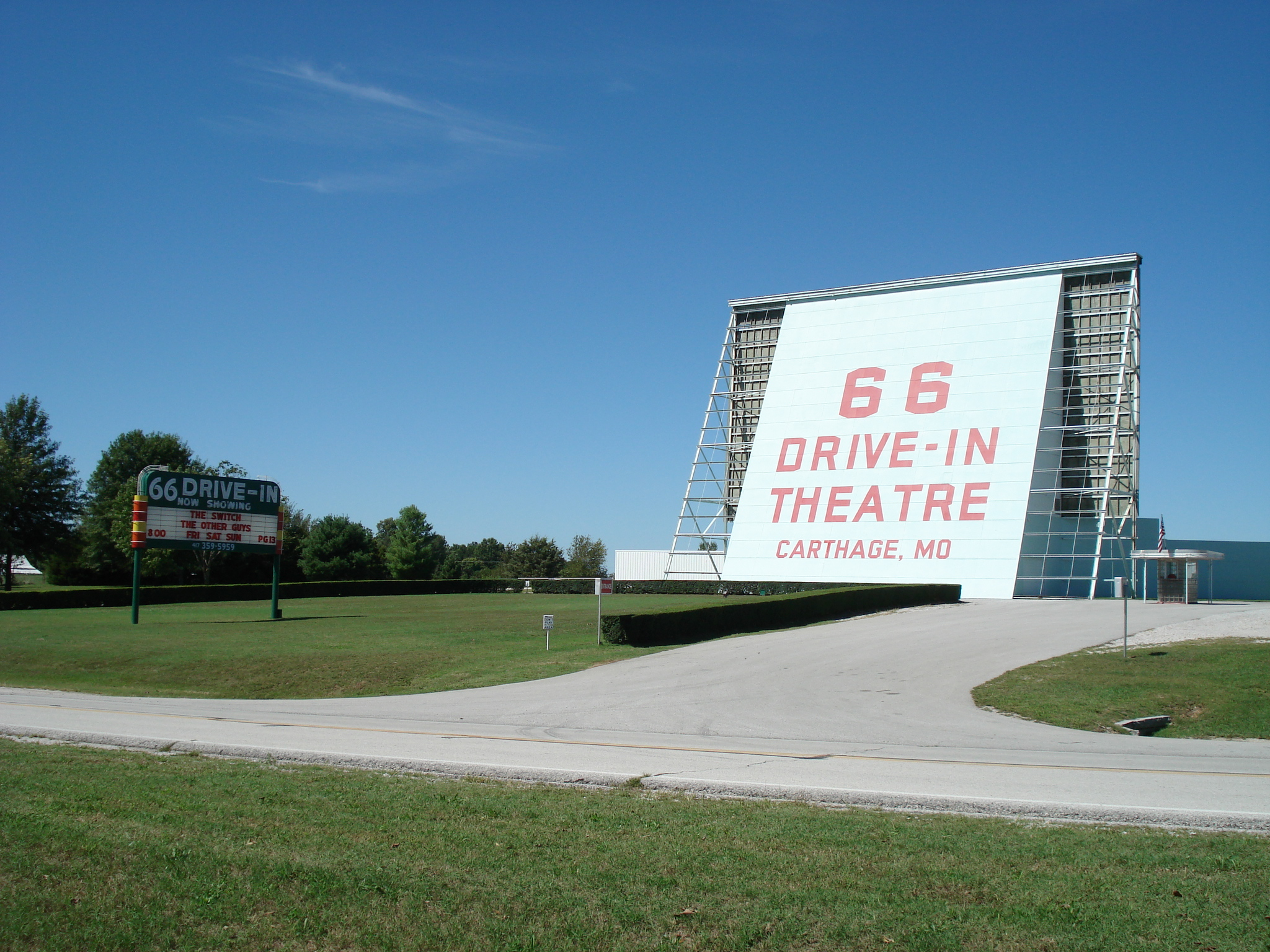
66 Drive-In
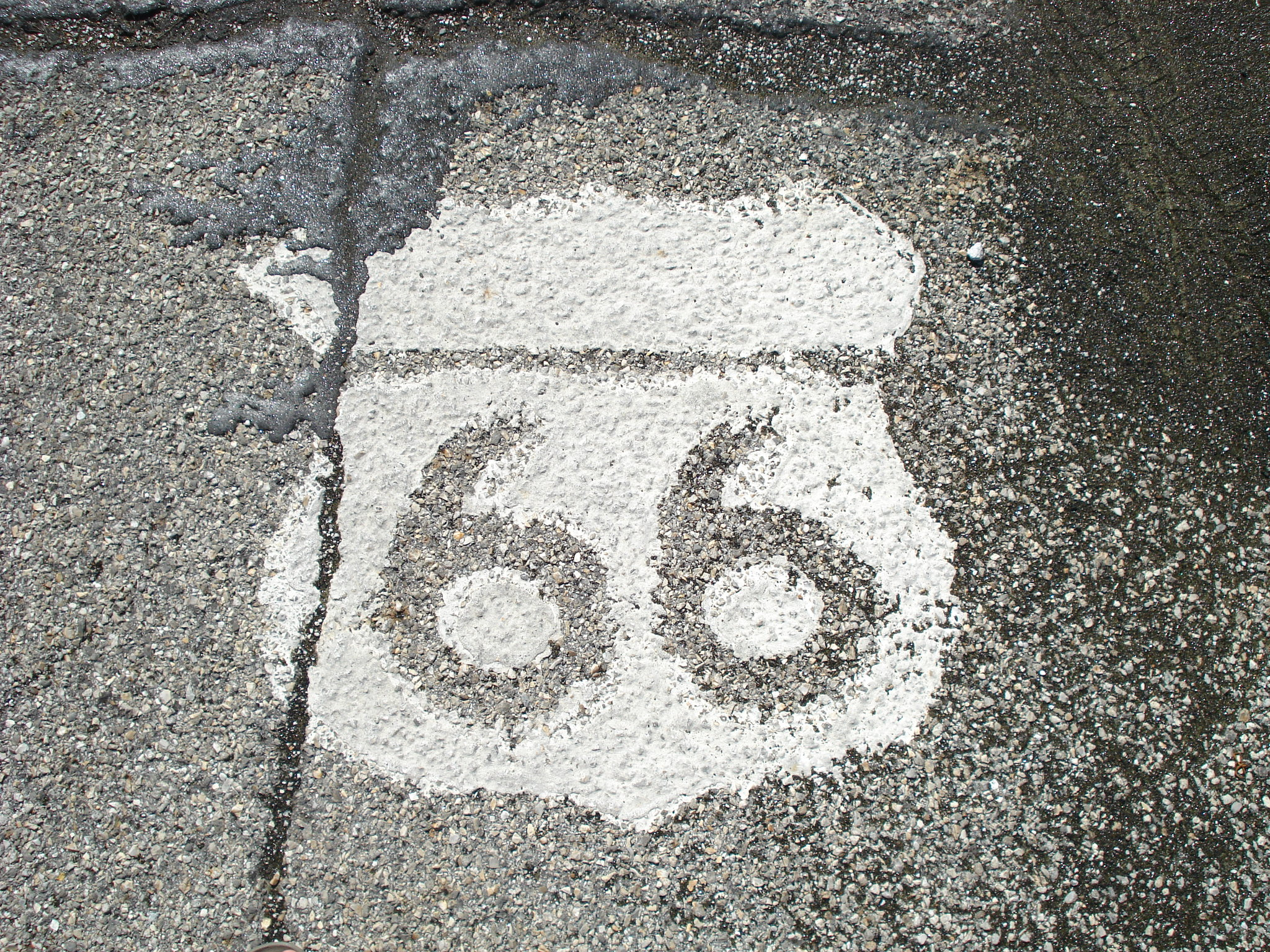
Marquage routier à l'effigie de la Route 66